# William Henry Perkin
William Henry Perkin (ur. 12 marca 1838 na East Endzie w Londynie, zm. 14 lipca 1907 tamże) – brytyjski chemik i przemysłowiec, wynalazca pierwszego barwnika syntetycznego, moweiny.

## Życiorys
Perkin urodził się w Londynie jako najmłodsze dziecko stolarza. Edukację w szkole średniej zakończył w wieku 15 lat i rozpoczął studia chemiczne u Augusta Wilhelma von Hofmanna. Jego nauczyciel zajmował się wówczas próbami uzyskania syntetycznej chininy i zachęcił Perkina, aby także zainteresował się tą kwestią. W wieku 15 lat został także członkiem Royal College of Chemistry.
W czasie swoich eksperymentów wiosną 1856 roku podjął się utlenienia aniliny dwuchromianem potasu. Reakcji uległo główne zanieczyszczenie obecne w anilinie (toluidyna), co dało czarną, smolistą substancję. Ponieważ nie był to oczekiwany wynik pracy, Perkin przerwał eksperyment. W czasie mycia za pomocą alkoholu zauważył, że następuje pod jego wpływem wypłukanie związku o silnie fioletowym kolorze. Perkin zainteresował się uzyskaną substancją i podjął z bratem Thomasem oraz Arturem Churchem dalsze badania. W tym samym roku opatentował swoje odkrycie, nadając związkowi nazwę moweiny. Był to pierwszy barwnik syntetyczny, tani w produkcji i będący konkurencją dla dotychczasowych barwników naturalnych, których cena była niezwykle wysoka. Dzięki swojemu odkryciu Perkin zgromadził duży majątek.
W następnych latach przeprowadził syntezę glikokolu i kwasu winowego (1861) oraz prowadził badania nad skręcaniem płaszczyzny polaryzacji światła przez związki organiczne w polu magnetycznym.
W 1868 roku opracował tzw. reakcję kondensacji Perkina, służącą do uzyskiwania kwasu karboksylowego α,β-nienasyconego. W następnym roku wynalazł metodę syntezy antracenu, a następnie kumaryny i kwasu cynamonowego.
W 1874 r. uruchomił w Londynie własne laboratorium.
W roku 1906 uzyskał szlachecki tytuł „sir”.
Zmarł 14 lipca 1907 roku na zapalenie płuc i zapalenie wyrostka robaczkowego.
Jego syn, William Henry Perkin Jr. (1860-1929), również był chemikiem, zajmującycm się chemią organiczną.